# Песма вештачке интелигенције
Такмичење за песму вештачке интелигенције ( хол. AI Songfestival) је међународно музичко такмичење за песме које су компоноване коришћењем вештачке интелигенције (AI). Инаугурационо издање одржано је 12. маја 2020. године у организацији холандског јавног емитера NPO 3FM и NPO Innovation. Од 2021. године такмичење се одржава у оквиру годишње конференције коју организује белгијски технолошки центар Wallifornia MusicTech.

## Формат
Формат такмичења креирала је холандска креаторка програма Карен ван Дијк (VPRO) која је била инспирисана Песмом Евровизије. Тимови који учествују имају задатак да компонују песму користећи вештачку интелигенцију. Сваку пријаву затим оцењује жири, који оцењује употребу вештачке интелигенције у процесу писања песама, и јавност, која процењује квалитет песме путем онлајн оцењивања. Победник такмичења је пријава са највећим укупним резултатом.
За разлику од Песме Евровизије, земље могу представљати више тимова. Док је издање за 2020. дозвољавало само тимовима из „ земаља Евровизије “ да се такмиче, ово правило је одбачено 2021. како би се омогућило и тимовима изван Европе и Аустралије. Поред тога, пријаве се више неће оцењивати по њиховој подобности за Песму Евровизије, а максимална дужина песме је продужена са три на четири минута. 2022. године уведено је полуфинале у којем је жири одабрао петнаест пријава за пласман у финале.

## Прошла издања
| Година | Датум       | Локација        | Презентер(и)                                      | Ентриес | Победник      | Победник         | Победник                                                                 | Победник    |
| Година | Датум       | Локација        | Презентер(и)                                      | Ентриес | Порекло       | Тим              | Сонг                                                                     | Бодова      |
| ------ | ----------- | --------------- | ------------------------------------------------- | ------- | ------------- | ---------------- | ------------------------------------------------------------------------ | ----------- |
| 2020   | 12. мај     | Холандија       | Lieven Scheire                                    | 13      | Australia     | Uncanny Valley   | "Леп свет"                                                               | 19.8        |
| 2021   | 6. јул      | Лијеж, Белгија  | Cesar Majorana                                    | 38      | United States | M.O.G.I.I.7.E.D. | "Слушај хор свог тела"                                                   | 21.7        |
| 2022   | 6. јул      | Лијеж, Белгија  | Ryan Groves, Vincent Koops и John Ashley Burgoyne | 46      | Thailand<     | Yaboi Hanoi      | „Asura deva choom noom – Enter Demons & Gods“ ( อสุระเทวะชุมนุม นม</link> ) | 21.1        |
| 2023   | 4. новембар | Коруња, Шпанија |                                                   |         | Предстојеће   | Предстојеће      | Предстојеће                                                              | Предстојеће |

## Награде и номинације
| Година | Награда                  | Категорија               | Резултат   | Ref.  |
| ------ | ------------------------ | ------------------------ | ---------- | ----- |
| 2020   | Prix Europa              | Дигитални медиј          | Номинација | [ 7 ] |
| 2021   | НПО награда за иновације | НПО награда за иновације | Освојено   | [ 8 ] |